# Fjenneslev Station
Fjenneslev station blev etableret i 1887 sammen med Kværkeby og Frederikslund stationer – uden passagerekspedition, for at optimere krydsningsmulighederne på den enkeltsporede Vestbane (Roskilde-Korsør).
|  | Denne artikel om stationen Fjenneslev Station kan blive bedre, hvis der indsættes et (bedre) billede. Du kan hjælpe ved at afsøge Wikimedia Commons for et passende billede eller uploade et godt billede til Wikimedia Commons iht. de tilladte licenser og indsætte det i artiklen. |

55°26′21.06″N 11°39′14.57″Ø / 55.4391833°N 11.6540472°Ø